# Zemská silnice B212
Zemská silnice Bad Vöslauer Straße B212 je silnice ve spolkové zemi Dolní Rakousko. Začíná na severním okraji obce Traiskirchen, vede směrem na jih podél východního okraje Vídeňského lesa (Wienerwald) a končí ve městě Berndorf. Celková délka silnice je zhruba 21,5 km.

## Popis
| km   | Místo        | Popis                                                         | m n. m. |
| ---- | ------------ | ------------------------------------------------------------- | ------- |
| 0    | Traiskirchen | Začátek B212 výjezdem ze silnice Wiener Neustädter Straße B17 | 190     |
| 1,9  | Traiskirchen | průjezd obcí                                                  | 202     |
| 3,3  |              | most přes kanál Wiener Neustädter Kanal                       | 212     |
| 4,1  | Pfaffstätten | průjezd městysem                                              | 220     |
| 5,7  | Baden        | průjezd městem                                                | 223     |
| 6,6  | Baden        | most přes řeku Schwechat                                      | 226     |
| 7,7  | Silnice B210 | B212 se napojuje na B210 – společná trasa cca 500 m           | 242     |
| 7,8  |              | most přes žel. trať Südbahn                                   | 242     |
| 8,2  | Silnice B210 | B212 odbočuje z B210 směrem k jihu                            | 230     |
| 9,7  | Sooß         | průjezd obcí                                                  | 242     |
| 12   | Bad Vöslau   | průjezd městem                                                | 258     |
| 21,4 | Berndorf     | Konec B212 napojením na Hainfelder Straße B18                 | 313     |

Poznámka: v tabulce uvedené kilometry a nadmořské výšky jsou přibližné.